# 4月28日
4月28日（しがつにじゅうはちにち）は、グレゴリオ暦で年始から118日目（閏年では119日）にあたり、年末まではあと247日ある。

## できごと

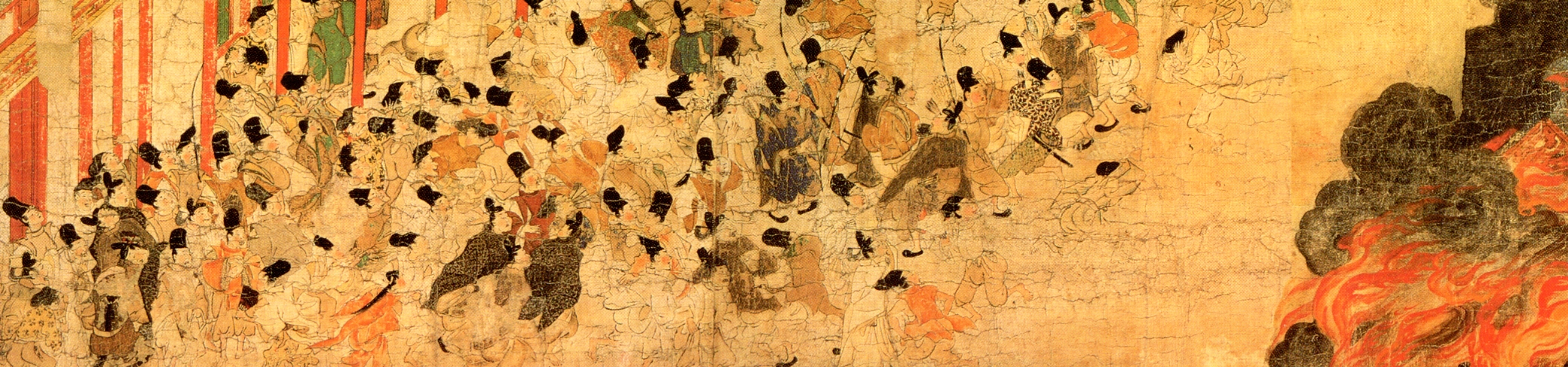
応天門の変(866)

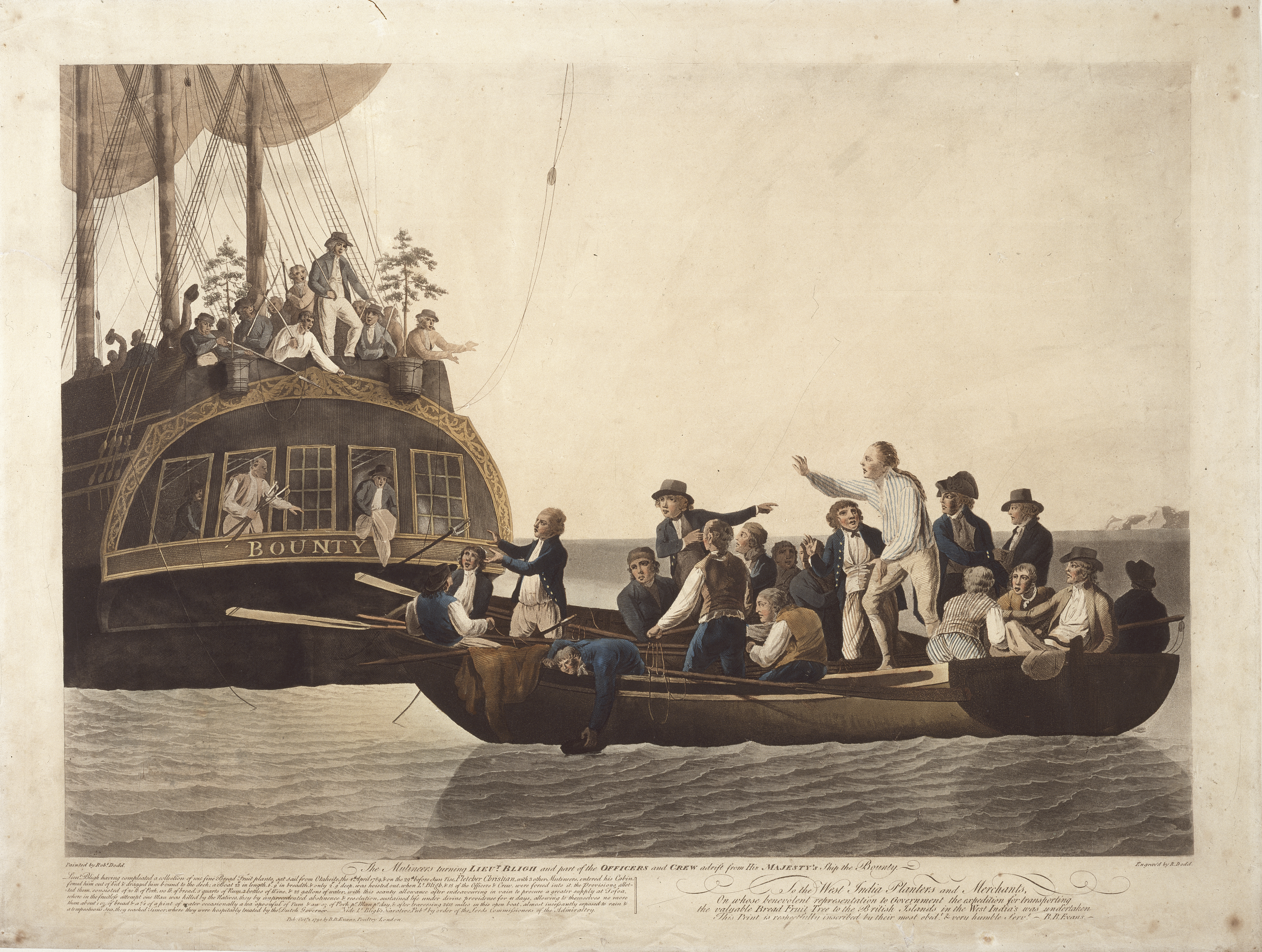
バウンティ号の反乱(1789)。多くの文学・映画作品の題材となった

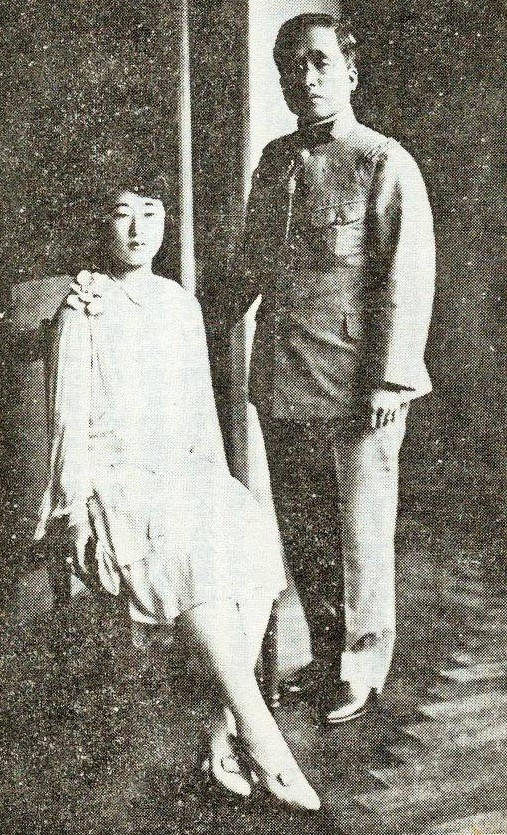
朝鮮王家の王世子李垠と方子女王が結婚(1920)

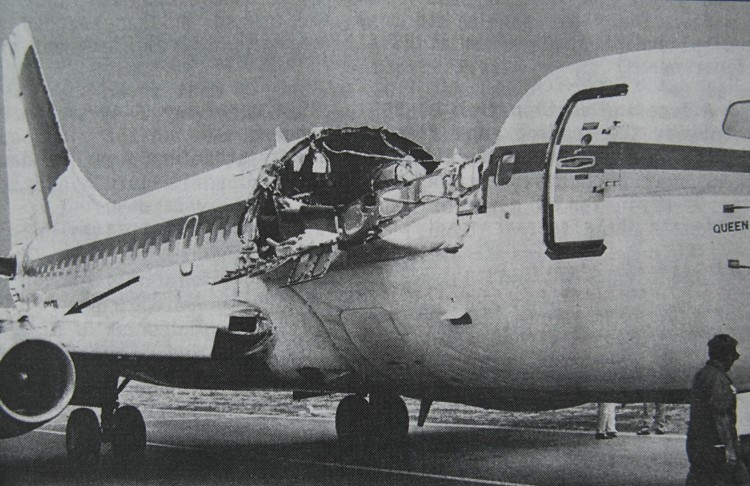
アロハ航空243便事故(1988)。画像は、緊急着陸後の事故機。

- 711年 - ムーア人がジブラルタル海峡を渡ってイベリア半島に侵入し、アルハンブラの丘を占領して定住。
- 866年（貞観8年閏3月10日） - 平安京大内裏の応天門が放火により焼失（応天門の変）。
- 960年（天徳4年3月30日） - 天徳内裏歌合が行われる。
- 1192年 - 第3回十字軍: エルサレム王即位直前のコンラート1世が暗殺される。
- 1423年（応永30年3月18日） - 足利義量の将軍宣下が行われる。
- 1708年（宝永5年3月8日） - 京都で大火（宝永の大火）。約1万4,000軒が焼失。
- 1788年 - メリーランド州がアメリカ合衆国憲法を批准し、アメリカ合衆国7番目の州となる。
- 1789年 - トンガのフレンドリー諸島でバウンティ号の反乱が起こる。
- 1856年（安政3年3月24日） - 江戸幕府が講武所を開校。
- 1862年 - 南北戦争・ニューオーリンズの戦い: ジャクソン砦とセントフィリップ砦がデヴィッド・ファラガット率いる北軍に降伏。
- 1908年 - 第1回ブラジル移民を乗せた笠戸丸が神戸港を出港。同年6月18日にサントス港に到着[1]。
- 1908年 - 世界エスペラント協会が設立。
- 1916年 - 八幡製鐵所の上水道貯水池（下大谷貯水池）が崩壊。死者・行方不明者13人以上、浸水家屋約1500戸[2]。
- 1920年 - 朝鮮の王世子李垠と日本皇室の方子女王が結婚。
- 1925年 - イギリスのチャーチル蔵相が、庶民院で予算演説を行い、金本位制復帰を公表[3]。
- 1925年 - パリ万国博覧会が開幕する。
- 1928年 - ペンシルベニア州南部で約71cmの積雪を観測。
- 1936年 - ファールーク1世がエジプト王に即位。
- 1937年 - 同年2月11日、公布・施行された文化勲章令に基づき、長岡半太郎ら9名に日本初の文化勲章授章が授与される[4]。
- 1939年 - ドイツがポーランド不可侵条約を破棄。
- 1945年 - 同年4月27日、パルチザンによってイタリア北部ドンゴ村近くで捕らえられたムッソリーニと愛人のクラーラ・ペタッチが、裁判により銃殺される[5]。
- 1947年 - トール・ヘイエルダールらがインカ文明がイースター島に伝播したとする仮説を証明するため、大型筏「コンティキ号」でペルーのカヤオ港を出港。
- 1948年 - 日本で夏時刻法公布。1952年4月11日に廃止。
- 1949年 - 内閣が当用漢字1,850字の字体を規定する「当用漢字字体表」を発表。
- 1951年 - モハンマド・モサッデクがイラン首相に就任。
- 1952年 - 日本国との平和条約（サンフランシスコ平和条約）が発効。日本の主権が回復[6]。
- 1952年 - 日本国とアメリカ合衆国との間の安全保障条約発効。第3条に基づく日米行政協定発効。
- 1952年 - 日本と中華民国の間で日華平和条約に調印。日中戦争が正式に終了。
- 1954年 - 東南アジア・南アジア5か国首脳によるコロンボ会議が開幕。
- 1954年 - 明治製菓が日本初の缶ジュース「明治天然オレンジジュース」を発売[7]。
- 1960年 - 沖縄県祖国復帰協議会結成。
- 1964年 - 日本がOECDに加盟。
- 1964年 - 週刊誌『平凡パンチ』が創刊。
- 1965年 - ドミニカ内戦: アメリカ海兵隊がドミニカ共和国に上陸。
- 1967年 - カナダでモントリオール万国博覧会が開幕。同年10月27日閉幕した。
- 1969年 - シャルル・ド・ゴールがフランス大統領を辞任。
- 1975年 - ズオン・バン・ミンが南ベトナム大統領に就任。
- 1977年 - 特許手続上の微生物の寄託の国際承認に関するブダペスト条約調印。
- 1988年 - アロハ航空243便事故: ハワイのヒロを離陸したアロハ航空機243便が、高度約7315ｍで天井外壁が吹き飛ぶ事故に見舞われる。客室乗務員が1名が機外に吹き飛ばされて死亡したが、死者はその1名だけで、機体はマウイ島のカフルイ空港に無事着陸した[8]。
- 1989年 - JR九州・高千穂線が第三セクター・高千穂鉄道に転換。
- 1992年 - ユーゴスラビア社会主義連邦共和国に留まっていたセルビアとモンテネグロがユーゴスラビア連邦共和国（新ユーゴ）を設立。
- 1994年 - 羽田孜が80代内閣総理大臣に就任し、羽田孜内閣が発足。6月30日まで。
- 1996年 - ポートアーサー事件。オーストラリア・タスマニア州の観光地ポート・アーサーで男が無差別に発砲し、35人が死亡。
- 2001年 - 史上初の自費による宇宙旅行者であるデニス・チトーが乗ったソユーズTM-32が打ち上げ。
- 2003年 - 日経平均株価がバブル崩壊後の最安値7603.76円を記録。
- 2008年 - 日本で、全国初の緊急地震速報が発表される（未明に沖縄県宮古島近海で発生した地震。実際の最大震度は4）。
- 2011年 - コートジボワール危機に関する国際連合安全保障理事会決議が採択される。
- 2017年 - 吉野ロープウェイ（奈良県吉野山）のゴンドラが駅舎と接触する事故が発生。乗客らに負傷者はいなかったが、ロープウェイは長期間の休業に入った[9]。

## 誕生日

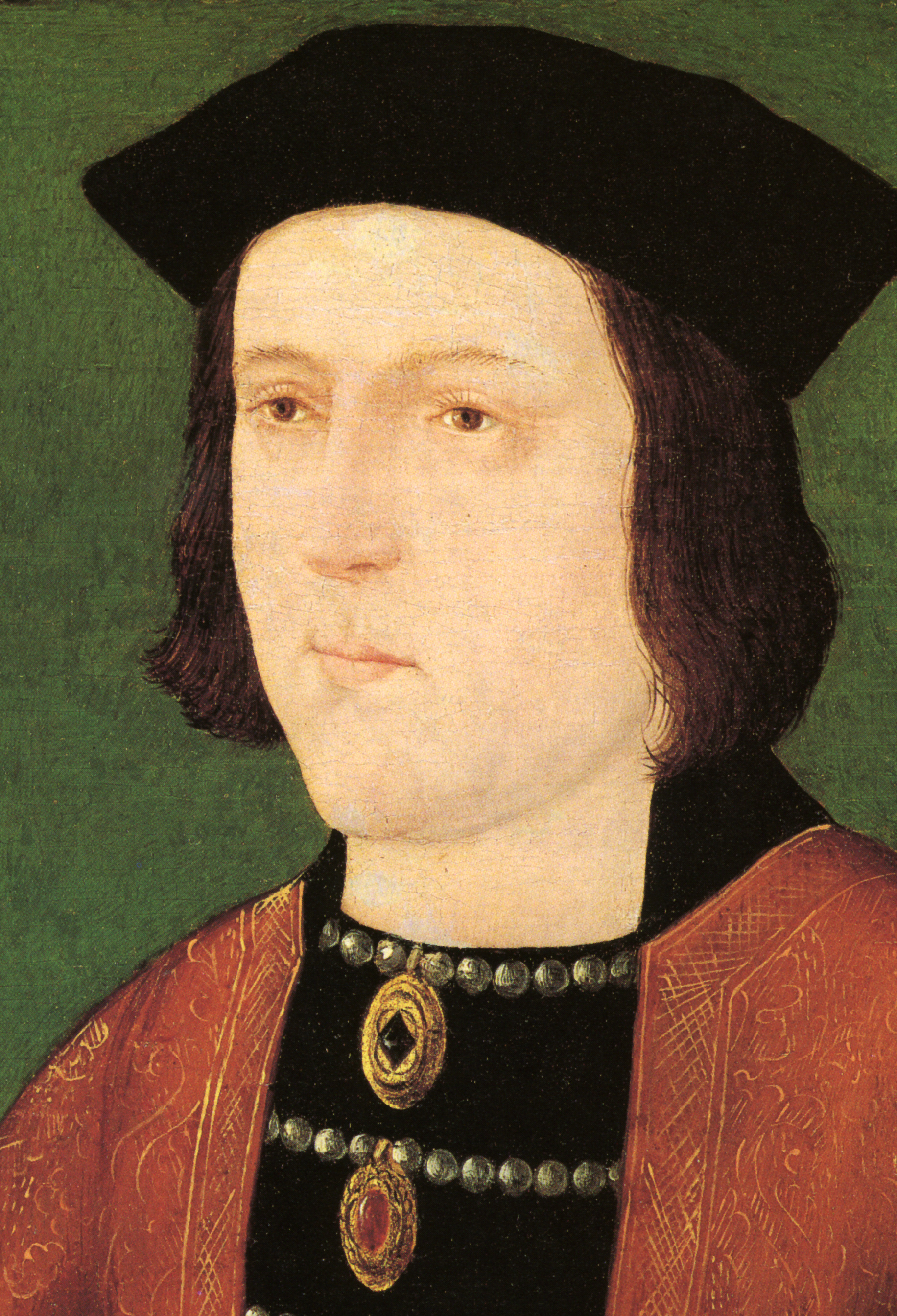
イングランド王エドワード4世(1442-1483)誕生。

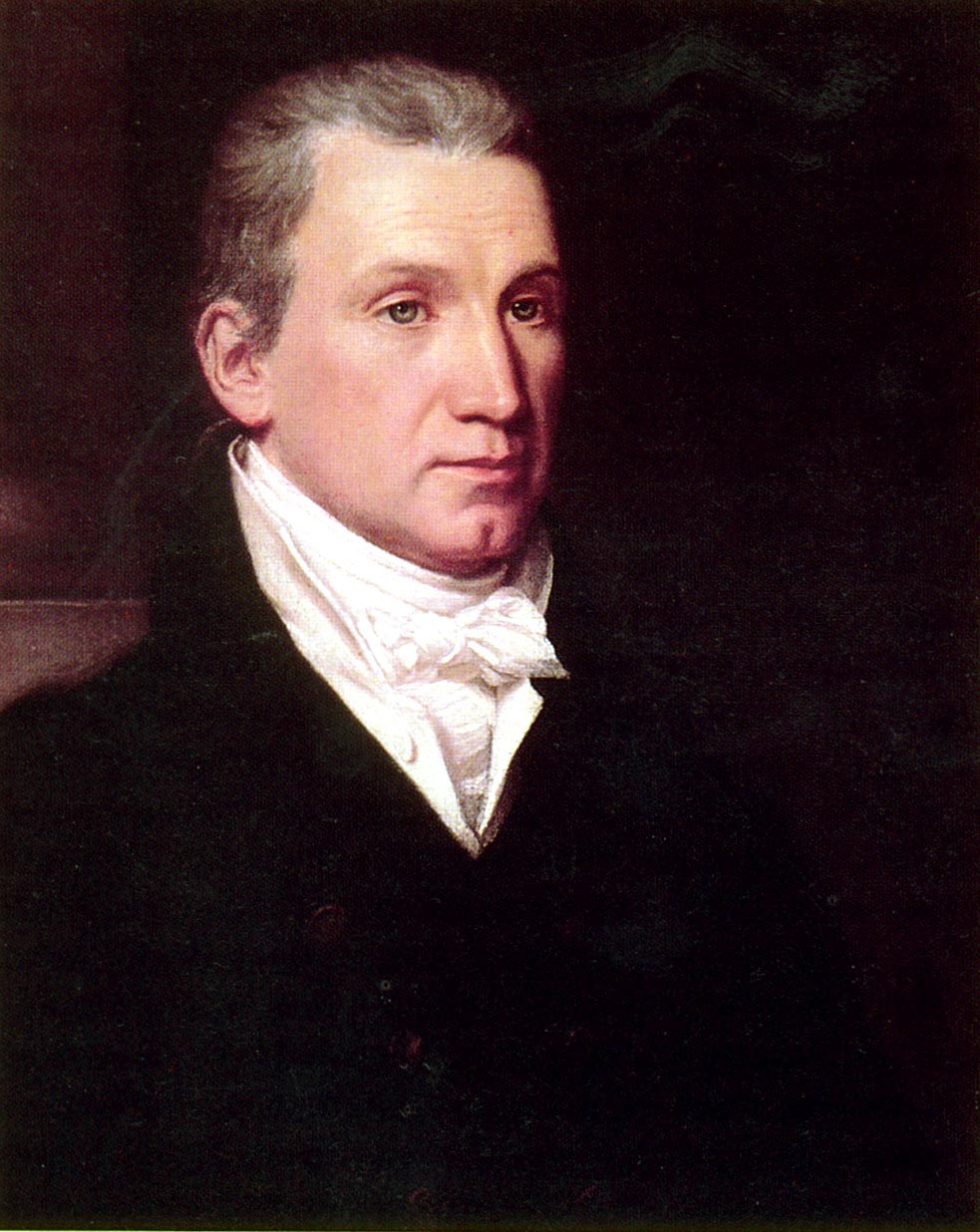
アメリカ合衆国第5代大統領、ジェームズ・モンロー(1758-1831)誕生。新旧大陸間の不干渉、モンロー主義を提唱した。

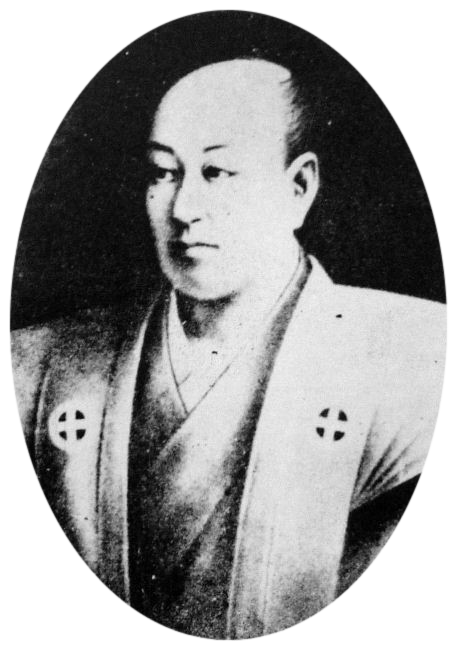
薩摩藩主、島津斉彬(1809-1858)誕生。西洋技術を積極的に摂取した。

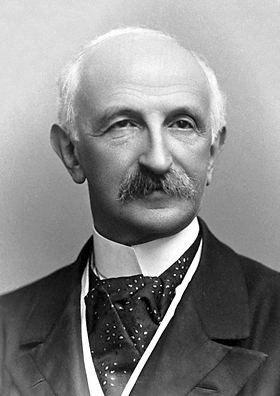
法律家トビアス・アッセル(1838-1913)誕生。国際常設仲裁裁判所の創設に尽力。

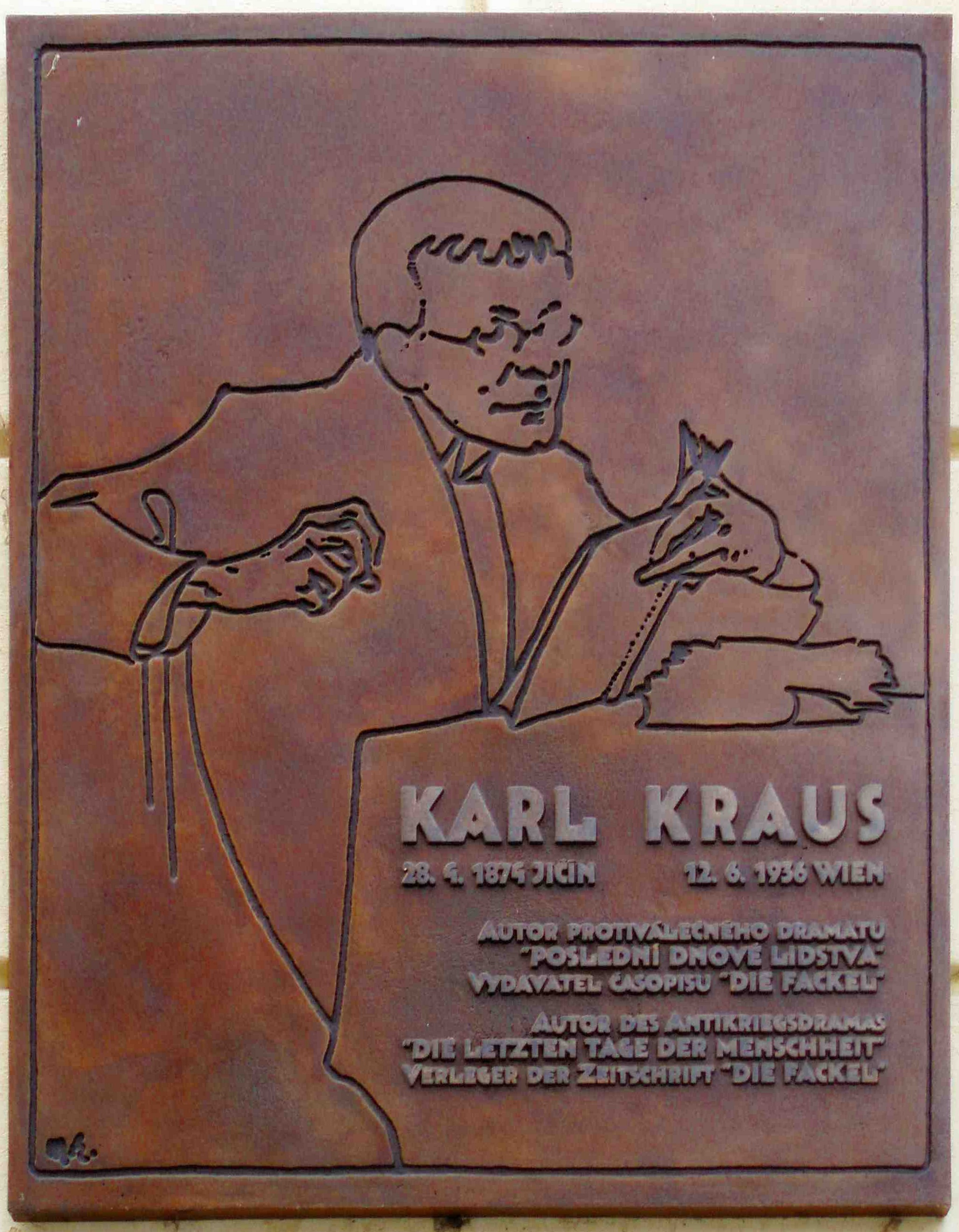
風刺で知られた作家、カール・クラウス(1874-1936)誕生。画像はカール・クラウスの生家に飾られている銘板。

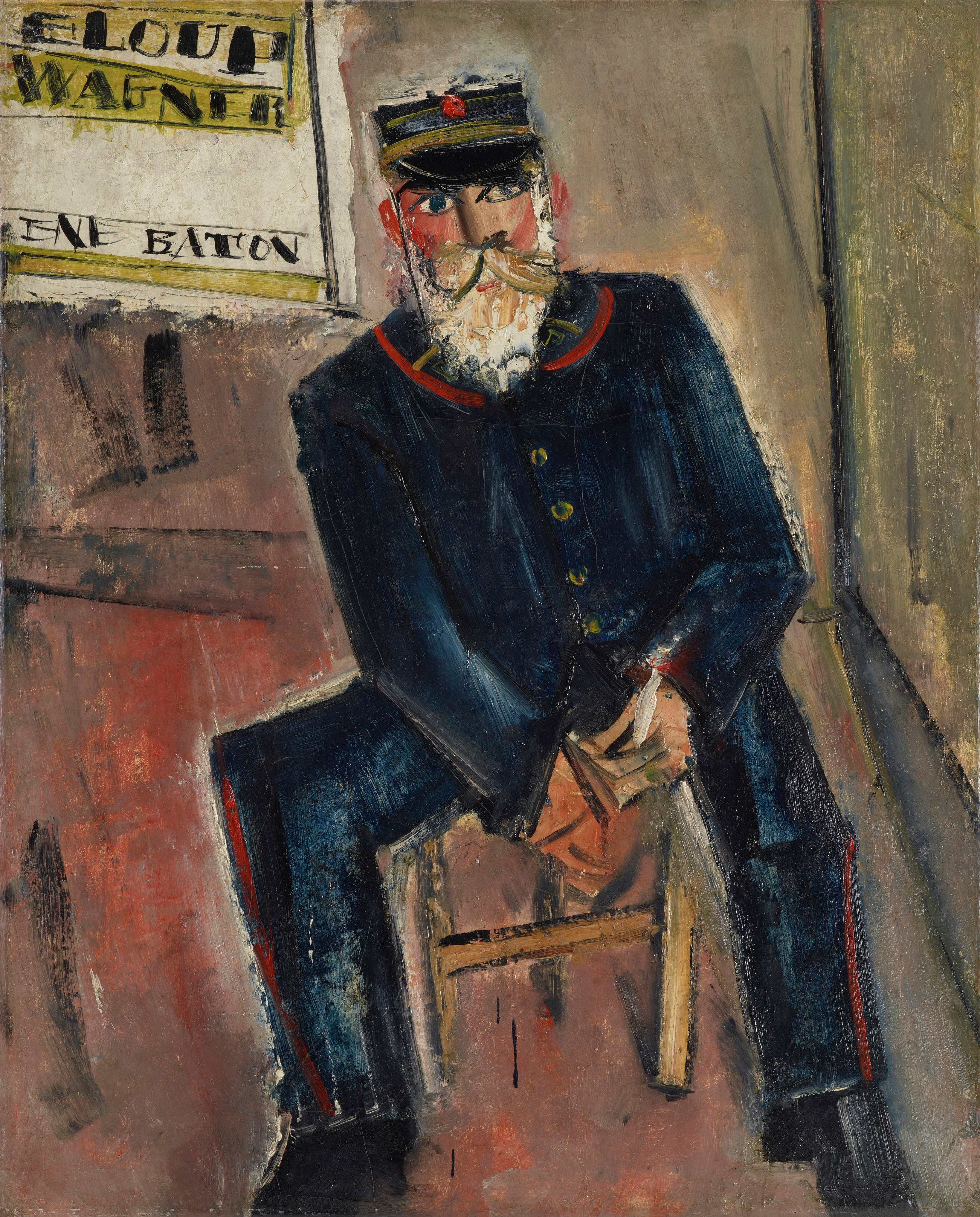
画家、佐伯祐三(1898-1928)誕生。画像は『郵便配達夫』(1928)

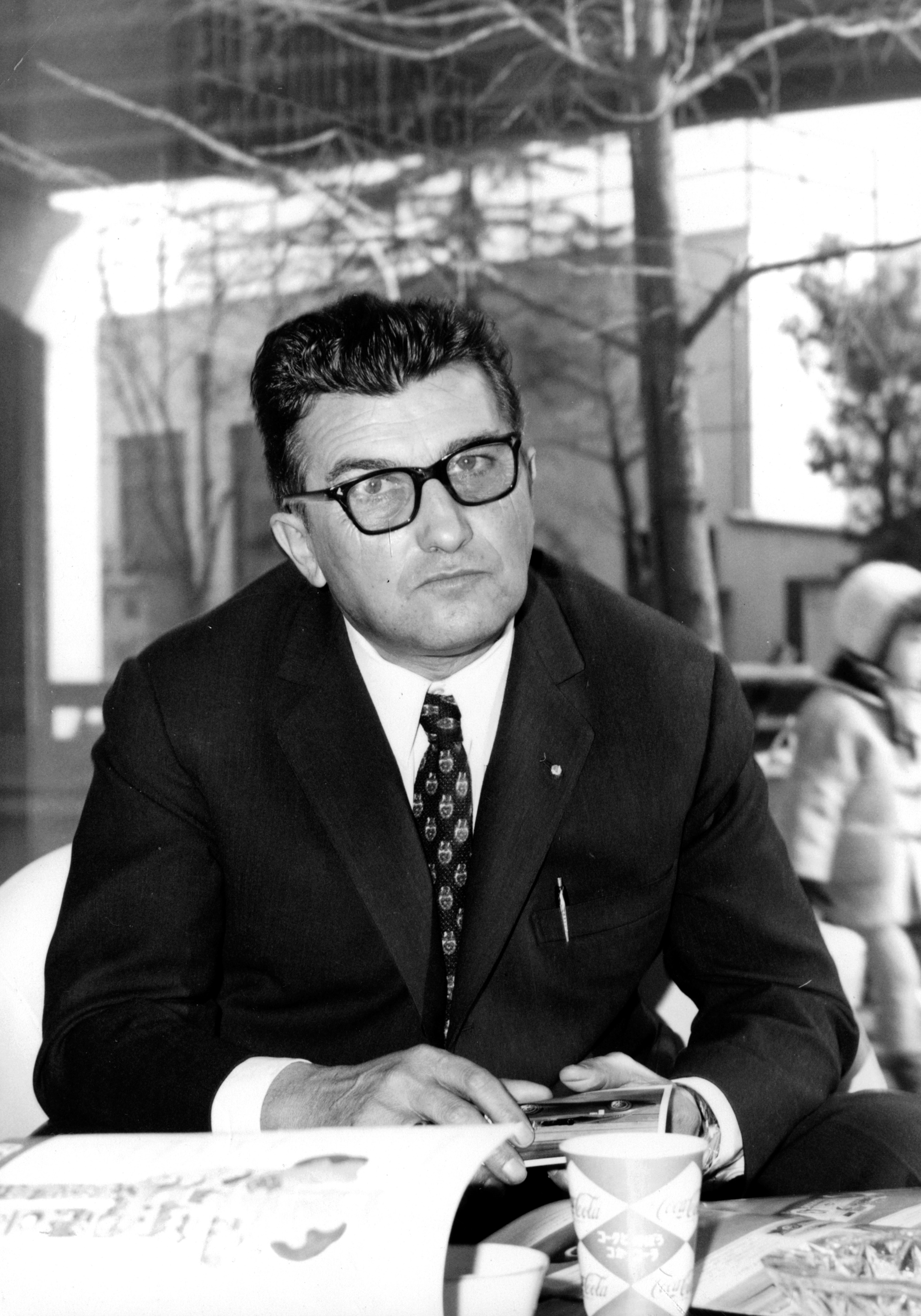
ランボルギーニの設立者、フェルッチオ・ランボルギーニ(1916-1993)誕生。

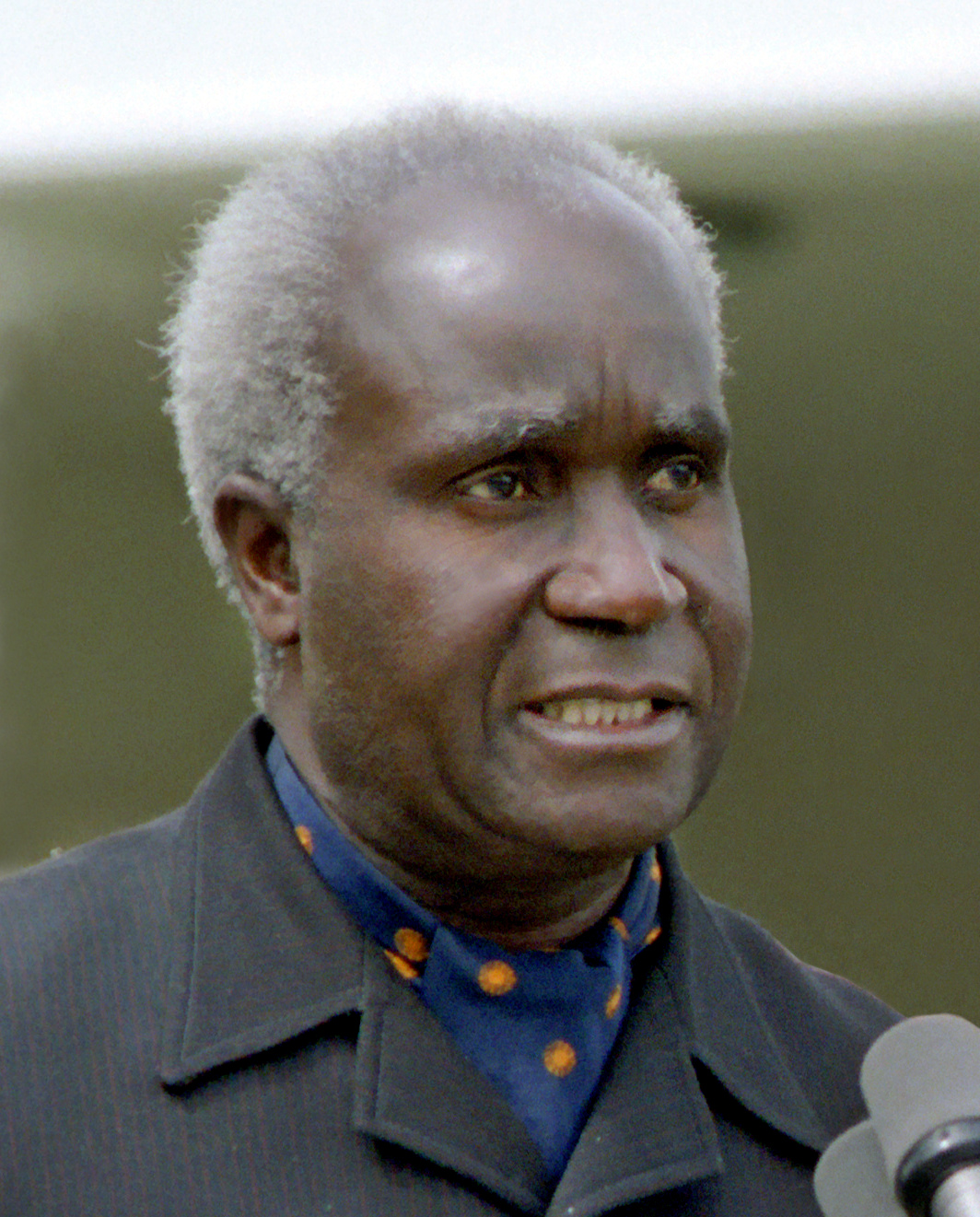
ザンビアの初代大統領、ケネス・カウンダ(1924-2021)誕生。

イラク共和国大統領、サッダーム・フセイン(1937-2006)誕生。

### 人物
- 1442年 - エドワード4世、イングランド王（+ 1483年）
- 1545年 - 李舜臣、李氏朝鮮の将軍（+ 1598年）
- 1602年（慶長7年3月7日） - 徳川頼宣、徳川家康の十男、初代紀州藩主（+ 1671年）
- 1648年（慶安元年3月6日） - 近衛基熙、関白（+ 1722年）
- 1669年（寛文9年3月28日） - 北条氏朝、第5代狭山藩主（+ 1735年）
- 1708年（宝永5年3月8日） - 中川久慶、第7代岡藩主（+ 1743年）
- 1752年（宝暦2年3月15日） - 呉春、絵師（+ 1811年）
- 1758年 - ジェームズ・モンロー、政治家、第5代アメリカ合衆国大統領（+ 1831年）
- 1761年 - マリー・アレル、農婦、カマンベールチーズの製造家 (+ 1844年)
- 1765年 - シルヴェスタ・フランソワ・ラクロア (Sylvestre François Lacroix)、数学者（+ 1834年）
- 1769年（明和5年3月22日） - 池田澄時、第6代鹿奴藩主（+ 1785年）
- 1774年 - フランシス・ベイリー、天文学者（+ 1844年）
- 1795年（寛政7年3月10日） - 石川総佐、第6代亀山藩主（+ 1820年）
- 1801年 - アントニー・アシュリー＝クーパー、政治家（+ 1885年）
- 1809年（文化6年3月14日） - 島津斉彬、第11代薩摩藩主（+ 1858年）
- 1834年（天保5年3月20日） - 前原一誠、幕末の志士（+ 1876年）
- 1838年 - トビアス・アッセル、法律家（+ 1913年）
- 1846年 - オスカル・バックルンド、天文学者（+ 1916年）
- 1868年 - ヘルマン・リーツ、教育者（+ 1919年）
- 1868年 - ゲオルギ・ボロノイ (Georgy Voronoy)、数学者（+ 1908年）
- 1869年 - 早川彌三郎、裁判官（+ 没年不詳）
- 1874年 - カール・クラウス、詩人、劇作家、評論家（+ 1936年）
- 1875年 - 橋本増治郎、実業家、快進社（現日産自動車・いすゞ自動車）創業者（+ 1944年）
- 1878年 - 梅若六郎 (54世)、能楽師（+ 1959年）
- 1878年 - ライオネル・バリモア、俳優（+ 1954年）
- 1883年 - 大賀一郎、植物学者（+ 1965年）
- 1888年 - ウォルター・タル、サッカー選手、軍人 (+ 1918年)
- 1889年 - アントニオ・サラザール、政治家（+ 1970年）
- 1889年 - 栗田健男、日本海軍の軍人（+ 1977年）
- 1890年 - 2代目三遊亭円歌、落語家（+ 1964年）
- 1896年 - アイモ・ラハティ、銃器設計者（+ 1970年）
- 1897年 - 東郷青児、画家（+ 1978年）
- 1897年 - 葉剣英、中華人民共和国元帥（+ 1986年）
- 1898年 - 浜野清吾、政治家（+ 1990年）
- 1898年 - 神田伯山（5代目）、講釈師（+ 1976年）
- 1898年 - 佐伯祐三、画家（+ 1928年）
- 1899年 - 千田正、政治家、第3代岩手県知事（+ 1983年）
- 1900年 - ハインリヒ・ミュラー、ゲシュタポの指導者
- 1900年 - モーリス・トレーズ、政治家（+ 1964年）
- 1900年 - ヤン・オールト、天文学者、天体物理学者（+ 1992年）
- 1901年 - 森滝市郎、倫理学者、原水禁運動家（+ 1994年）
- 1902年 - アレクサンドル・コジェーヴ、哲学者（+ 1968年）
- 1906年 - クルト・ゲーデル、数学者（+ 1978年）
- 1906年 - パウル・ザッハー、指揮者（+ 1999年）
- 1907年 - 赤松俊秀、歴史学者、京都大学名誉教授（+ 1979年）
- 1908年 - オスカー・シンドラー、実業家（+ 1974年）
- 1908年 - エセル・キャサーウッド、陸上競技選手（+ 1987年）
- 1911年 - 瑛九、画家、版画家、写真家（+ 1960年）
- 1913年 - 武田範芳、洋画家（+ 1989年）
- 1914年 - 藤井精一、政治家、元群馬県前橋市長（+ 1988年）
- 1914年 - 高須清、プロ野球選手（+ 没年不詳）
- 1916年 - フェルッチオ・ランボルギーニ、ランボルギーニトラットリーチ社創立者（+ 1993年）
- 1917年 - 千秋実、俳優（+ 1999年）
- 1918年 - 長谷川重一、元プロ野球選手
- 1921年 - 藤田喬平、ガラス工芸家（+ 2004年）
- 1923年 - 宇井昇、アナウンサー（+ 2008年）
- 1924年 - ケネス・カウンダ、政治家、初代ザンビア大統領（+ 2021年）
- 1926年 - 鶴見良行、アジア学者、人類学者（+ 1994年）
- 1926年 - ハーパー・リー、小説家（+ 2016年）
- 1926年 - ブロッサム・ディアリー、ジャズ歌手、ピアニスト（+ 2009年）
- 1927年 - 木村三千夫、実業家、元日本デコラックス会長（+ 2006年）
- 1928年 - イヴ・クライン、画家（+ 1962年）
- 1928年 - ユージーン・シューメーカー、惑星地質学者（+ 1997年）
- 1930年 - ジェイムズ・ベイカー、政治家
- 1930年 - 福ノ海七男、元大相撲力士、年寄中川（+ 1995年）
- 1931年 - キャロル・ベイカー、女優
- 1931年 - 倉橋羊村、俳人（+ 2020年）
- 1932年 - 川崎清、建築家、京都大学名誉教授（+ 2018年）
- 1932年 - 石川進、元プロ野球選手（+ 2004年）
- 1933年 - 河合秀和、政治学者
- 1933年 - 青山裕治、元プロ野球選手（+ 2015年）
- 1933年 - 11代目山村新治郎、政治家、第61代運輸大臣、第7代農林水産大臣（+ 1992年）
- 1934年 - 山岸一雄、料理人、ラーメン店「東池袋大勝軒」創業者（+ 2015年）
- 1934年 - 佐々木敢一、歌手（マヒナスターズ）（+ 2012年）
- 1935年 - 鈴木恂、建築家、早稲田大学名誉教授
- 1936年 - 篠原とおる、漫画家
- 1936年 - 西村宗、漫画家
- 1936年 - 中利夫、元プロ野球選手、監督（+ 2023年）
- 1937年 - サッダーム・フセイン、政治家、イラク共和国第5代大統領（+ 2006年）
- 1937年 - 龍憲一、元プロ野球選手
- 1938年 - 船井照夫、元陸上競技選手
- 1941年 - バリー・シャープレス、化学者
- 1941年 - アン＝マーグレット、女優、歌手
- 1941年 - ルシアン・エマール、自転車競技選手
- 1942年 - グレート小鹿、プロレスラー、実業家、大日本プロレス会長
- 1943年 - 山前五十洋、実業家、映画監督、俳優（+ 2020年）
- 1943年 - ジェフリー・テイト、指揮者（+ 2017年）
- 1945年 - 藤本二郎、実業家、元ホーチキ社長、元大阪経済大学理事長
- 1947年 - 植原修平、元プロ野球選手
- 1947年 - クリスチャン・ジャック、小説家
- 1948年 - 水谷孝、野球指導者、元プロ野球選手
- 1948年 - クレア・ボイラン、ジャーナリスト
- 1948年 - テリー・プラチェット、小説家（+ 2015年）
- 1949年 - 椎名泰三、俳優
- 1949年 - 佐古和廣、医師、第3代名寄市立大学学長
- 1949年 - 猿渡寛茂、元プロ野球選手
- 1949年 - ポール・ギルフォイル、俳優
- 1949年 - ブルーノ・カービー、俳優（+ 2006年）
- 1950年 - 三田恵子、女優
- 1951年 - 渡辺三男、プロゴルファー
- 1952年 - 村生ミオ、漫画家（+ 2022年）
- 1952年 - メアリー・マクドネル、女優
- 1953年 - 原ゆたか、児童文学作家、絵本作家、イラストレーター
- 1953年 - シュガー佐藤、漫画家
- 1953年 - 柳家三亀司、芸人、リングアナウンサー
- 1953年 - 池田博正、宗教家、創価学会主任副会長
- 1954年 - 菅野達也、俳優
- 1954年 - 植竹公和、放送作家、ソングライター
- 1955年 - 小野晋也、政治家
- 1955年 - エディ・ジョブソン、キーボーディスト、ヴァイオリニスト
- 1956年 - 玄侑宗久、小説家、臨済宗僧侶
- 1956年 - 江田憲司、政治家
- 1956年 - 萩原誠司、政治家
- 1957年 - 植山悦行、元将棋棋士
- 1958年 - 植村隆、元朝日新聞社記者
- 1959年 - エアハルト・ロレタン、登山家
- 1960年 - 辻元清美、ピースボート創設者、政治家
- 1960年 - イアン・ランキン、推理作家
- 1960年 - トム・ブラウニング、元プロ野球選手（+ 2022年）
- 1960年 - マーク・ライアル、元プロ野球選手
- 1960年 - ワルテル・ゼンガ、元サッカー選手、指導者
- 1962年 - 西園悟、脚本家
- 1962年 - 河野博文、元プロ野球選手
- 1963年 - ロイド・アイスラー、フィギュアスケート選手
- 1964年 - 岩垂徳行、作曲家
- 1964年 - 麻生しおり、歌手
- 1964年 - 五東由衣、女優
- 1964年 - バリー・ラーキン、元プロ野球選手
- 1964年 - スラシー・クソンウォン、芸術家
- 1965年 - 斉藤恒芳、作曲家
- 1965年 - 竹本孝之、俳優
- 1966年 - ジョン・デーリー、プロゴルファー
- 1966年 - 山田孝雄、作詞家
- 1966年 - 宮地雅子、女優
- 1967年 - 児雷也、漫画家、イラストレーター
- 1967年 - 橋爪洋介、政治家
- 1967年 - ダリオ・ヒュブナー、サッカー選手
- 1968年 - 生稲晃子、女優、政治家
- 1968年 - 伊庭竹緒、漫画家（元CLAMP）
- 1968年 - 田村美香、ラジオパーソナリティ
- 1969年 - 前田尚紀、ミュージシャン、音楽プロデューサー、作曲家、アレンジャー
- 1970年 - ANCHANG、ミュージシャン（SEX MACHINEGUNS）
- 1970年 - 門之園恵美、アニメーター
- 1970年 - ことぶきつかさ、漫画家
- 1970年 - ディエゴ・シメオネ、元サッカー選手、指導者
- 1971年 - 佐伯秀喜、元プロ野球選手
- 1971年 - マルクス・バイエル、プロボクサー
- 1972年 - 今藤幸治、サッカー選手（+ 2003年）
- 1973年 - ラファエル・オレラーノ、元プロ野球選手
- 1973年 - ペドロ・パウレタ、元サッカー選手
- 1973年 - ホルヘ・ガルシア、俳優
- 1974年 - ペネロペ・クルス、女優
- 1974年 - 笠原紳司、俳優
- 1974年 - マウゴジャータ・ディデック、バスケットボール選手
- 1975年 - 大塚明、プロ野球指導者、元プロ野球選手
- 1975年 - ケリー、サッカー選手
- 1975年 - 桜木さゆみ、漫画家
- 1975年 - 鈴木麗子、声優
- 1976年 - 篠原千佳、声優
- 1976年 - 外賀幸一、アナウンサー
- 1976年 - シルヴィア・ノヴァク、フィギュアスケート選手
- 1977年 - 鈴木正人、サッカー選手
- 1977年 - 吉川勝成、元プロ野球選手
- 1977年 - 石関賢太郎、元子役
- 1977年 - ホルヘ・ソーサ、プロ野球選手
- 1978年 - 渡辺えりか、プロレスラー （+ 2018年）
- 1979年 - 宮入千洋、アナウンサー
- 1979年 - ショーン・ダグラス、プロ野球選手
- 1979年 - 小林亮寛、元プロ野球選手
- 1979年 - 北島吉章、元陸上競技選手
- 1979年 - 李成江、元フィギュアスケート選手
- 1980年 - 石野田奈津代、シンガーソングライター
- 1980年 - 田中大貴、アナウンサー
- 1980年 - 江口のりこ、女優
- 1980年 - 吉原基貴、漫画家
- 1980年 - 大西宏明、元プロ野球選手
- 1980年 - 橋本健太郎、元プロ野球選手
- 1980年 - ジョシュ・ハワード、バスケットボール選手
- 1980年 - tamamix、シンガーソングライター
- 1981年 - 日ノ西賢一、俳優
- 1981年 - 渡邊ゆかり、競輪選手、元スピードスケート選手
- 1981年 - 喜多ゆかり、元アナウンサー
- 1981年 - ジェシカ・アルバ、女優
- 1981年 - ショーン・ヒル、プロ野球選手
- 1981年 - ヨスラン・エレラ、プロ野球選手
- 1982年 - 川本良平、元プロ野球選手
- 1982年 - クリス・ケイマン、バスケットボール選手
- 1983年 - 吉田智美、グラビアアイドル
- 1983年 - 菊池真以、気象予報士
- 1983年 - 小山内直人、キックボクサー
- 1983年 - 政風基嗣、元大相撲力士
- 1983年 - 歩原らいと、元AV女優
- 1983年 - 藤原ここあ、漫画家、イラストレーター（+ 2015年）
- 1983年 - デビッド・フリース、元プロ野球選手
- 1984年 - 豊永利行、俳優、声優
- 1984年 - 大橋歩夕、声優、歌手
- 1984年 - 和泉杏、お笑い芸人（ハルカラ）
- 1984年 - 加藤嘉一、コラムニスト
- 1984年 - 千本松仁、作曲家、編曲家、ギタリスト
- 1984年 - 平野進也、元プロ野球選手
- 1984年 - 内海慎吾、元バスケットボール選手
- 1984年 - タンク永井、元プロレスラー
- 1984年 - ロムロ・サンチェス、プロ野球選手
- 1984年 - ドミトリ・トルビンスキ、サッカー選手
- 1985年 - 松川誉弘、元プロ野球選手
- 1985年 - デイヴィダス・スタグニウナス、元フィギュアスケート選手
- 1986年 - ゆいP、お笑い芸人（おかずクラブ）
- 1986年 - 高橋正明、バリトン歌手
- 1986年 - 中林洋次、サッカー選手
- 1986年 - ハミヌ・ドラマニ、サッカー選手
- 1986年 - ディロン・ジー、元プロ野球選手
- 1987年 - 吉田弓美子、プロゴルファー
- 1987年 - 加藤智子[10]、タレント（元SKE48）
- 1987年 - 加藤政義、元プロ野球選手
- 1987年 - 加藤伊織、元バレーボール選手
- 1987年 - ひょっこりはん、お笑い芸人
- 1988年 - フアン・マタ、サッカー選手
- 1988年 - 矢作有美花、元アナウンサー
- 1989年 - 佐野和真、俳優
- 1989年 - 杉本昌都、元プロ野球選手
- 1989年 - 中村美里、柔道選手
- 1989年 - 前田玲奈、声優
- 1990年 - 橋本到、野球指導者、元プロ野球選手
- 1990年 - 依吹怜、ファッションモデル
- 1990年 - 荒牧聖未、元アイスホッケー選手
- 1990年 - 川畑真利奈、元タレント
- 1990年 - 王崎まりな、元タレント、元アイドル
- 1990年 - マジャル・マールク、フィギュアスケート選手
- 1991年 - 日高七海、女優
- 1991年 - 柳瀬晴日、女優
- 1991年 - 吉田芽吹、女優
- 1992年 - 西田明央、プロ野球選手
- 1992年 - ジョニー・ポランコ、プロ野球選手
- 1992年 - 田中あいみ、声優
- 1993年 - 白根尚貴、元プロ野球選手
- 1993年 - カイル・ケラー、プロ野球選手
- 1994年 - 長坂拳弥、プロ野球選手
- 1994年 - 陣、パフォーマー（THE RAMPAGE from EXILE TRIBE）
- 1994年 - ウォンピル、歌手（DAY6）
- 1995年 - ウィリアムソン師円、スピードスケート選手
- 1995年 - 石山千晶、プロゴルファー
- 1995年 - 木咲樹音、元タレント
- 1995年 - メラニー・マルティネス、シンガーソングライター
- 1996年 - 花房里枝、ファッションモデル
- 1996年 - 川又咲紀、将棋・女流棋士
- 1996年 - 三竹康太、ラグビー選手
- 1997年 - 新迫志希、元陸上競技選手
- 1997年 - シェーン・マクラナハン、プロ野球選手
- 1997年 - 豊田寛、プロ野球選手
- 1998年 - 椚ありさ、ファッションモデル、女優
- 1998年 - 廣野凌大、俳優
- 1998年 - 宮田愛萌、小説家、元アイドル（元日向坂46）
- 1998年 - 向江彩伽、フェンシング選手
- 1998年 - 中川洋介、サッカー選手
- 1998年 - 松本歩夢、サッカー選手
- 1998年 - 木村遼、元子役
- 1999年 - 新関成弥、サッカー選手
- 1999年 - 長尾光輝、バスケットボール選手
- 1999年 - 東谷玲衣奈、バレーボール選手
- 1999年 - 早希、女優
- 1999年 - ヨーイ・ブウネ、スピードスケート選手
- 2000年 - ヴィクトリア・デ・アンジェリス、ミュージシャン (マネスキン)
- 2000年 - 福嶋摩耶、元陸上競技選手
- 2001年 - 夢咲ももな、モデル
- 2001年 - 幾田まち、AV女優
- 2001年 - マデリン・ハリス、女優
- 2001年 - 三浦克也、プロ野球選手
- 2002年 - 榊美優、アイドル （元STU48）
- 2003年 - 加藤晴空、プロ野球選手
- 2003年 - 紀田直哉、歌手（MAZZEL）
- 2004年 - 柴崎楽、俳優、歌手、ダンサー
- 2005年 - 石井優希、アイドル、グラビアアイドル
- 2007年 - 葛西杏也菜、ファッションモデル
- 2008年 - 山口幸空、体操選手
- 生年不詳 - 植草峻、アナウンサー
- 生年不詳 - 加藤奈々、アイドル（元HIGH SPIRITS）
- 生年不詳 - 坂井俊文、声優
- 生年不詳 - 雪乃みさと、声優
- 生年不詳 - 基4%、イラストレーター
- 生年不詳 - 中井邦彦、漫画家
- 生年不詳 - 森永あい、漫画家（+ 2019年）

### 人物以外（動物など）
- 1975年 - ヤマニンスキー、競走馬、種牡馬（+ 1998年）
- 1985年 - サッカーボーイ、競走馬（+ 2011年）
- 1992年 - ジェニュイン、競走馬、種牡馬（+ 2015年）
- 1995年 - キングヘイロー、競走馬、種牡馬（+ 2019年）

## 忌日

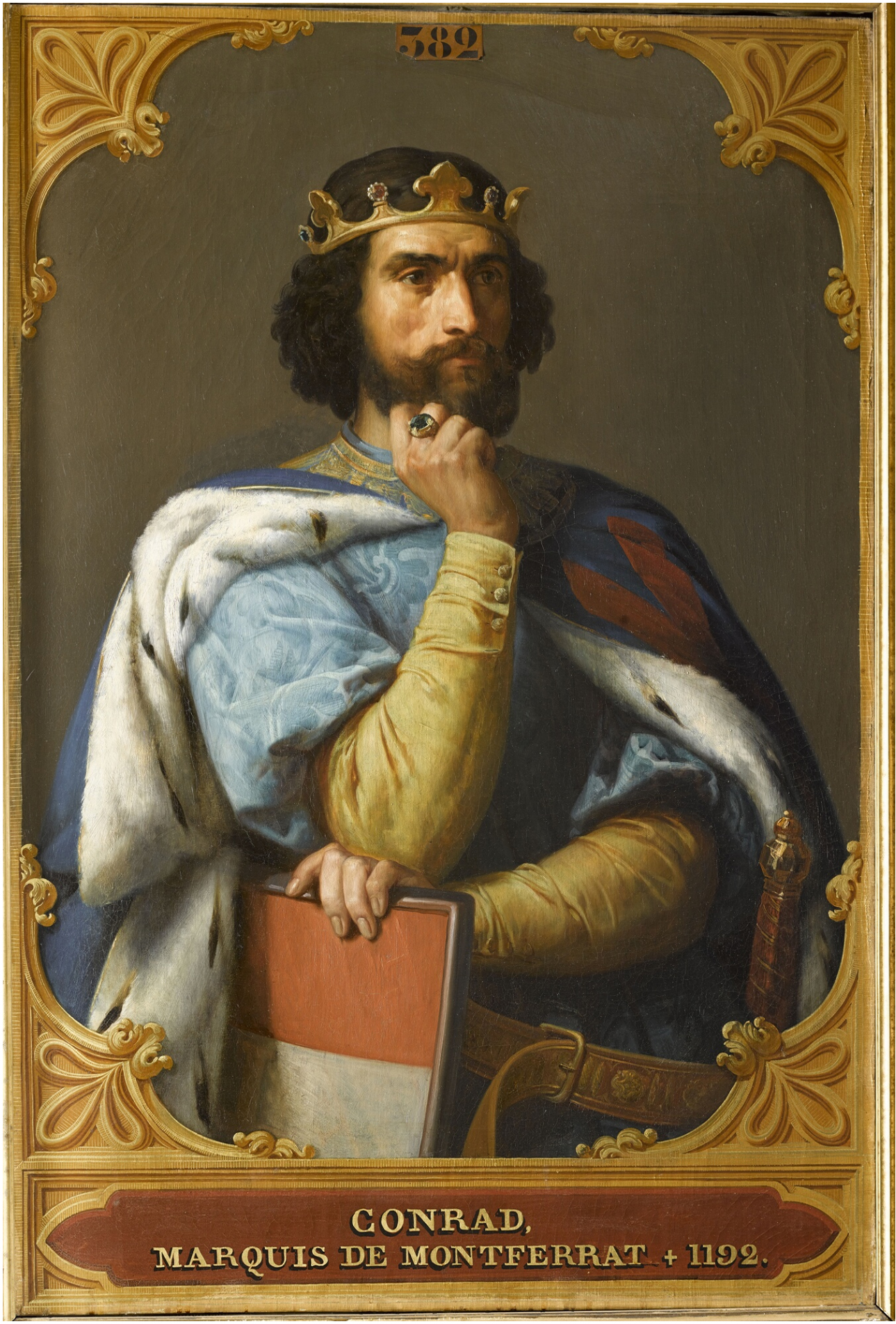
第3回十字軍の英雄コンラート1世(1146-1192)、暗殺される。

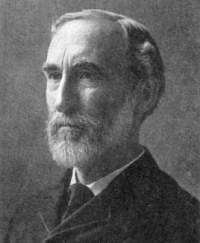
ギブズの相律などの発見者、ウィラード・ギブズ(1839-1903)没。

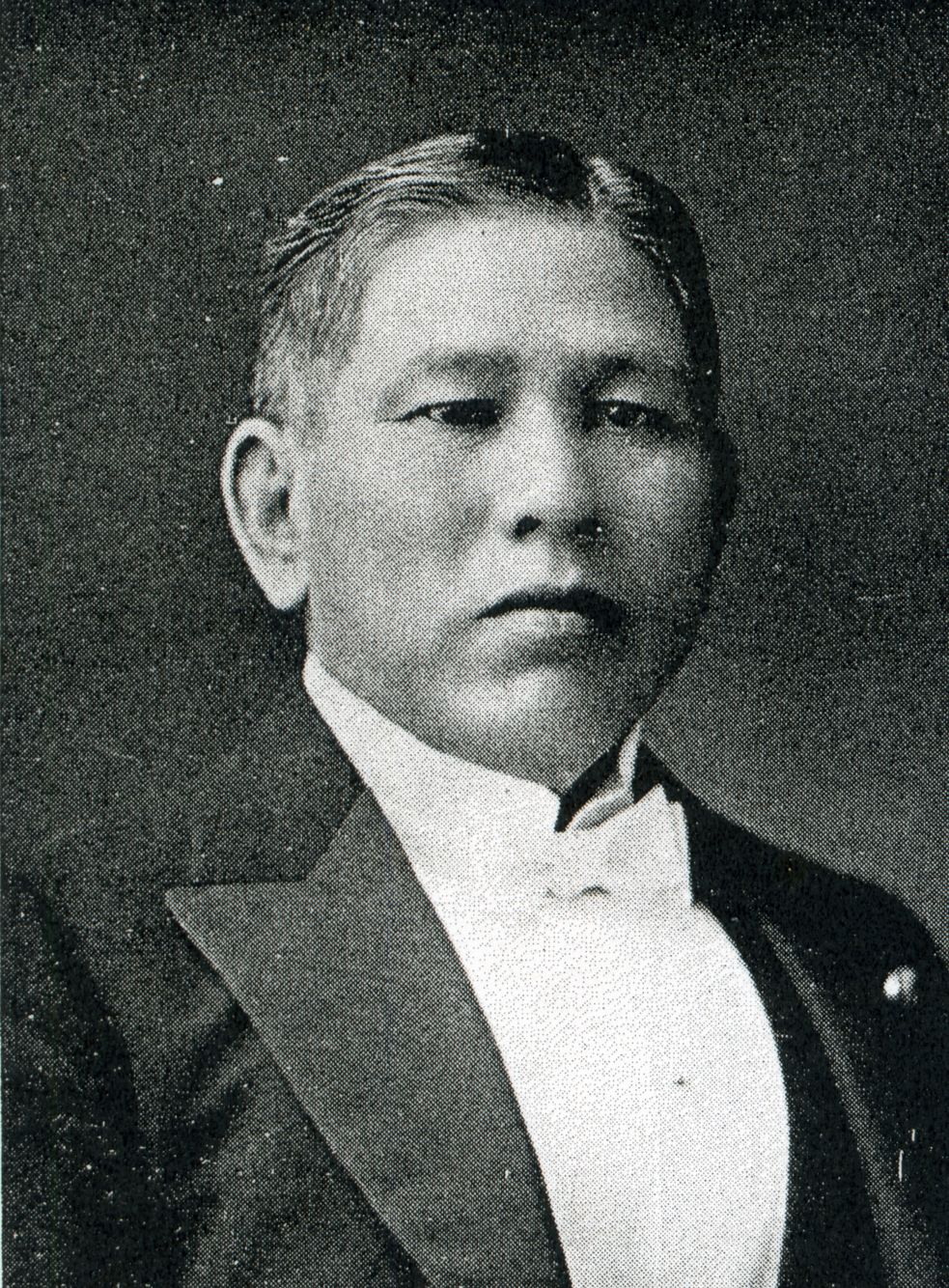
実業家、初代津村重舎(1871-1941)没。津村順天堂を創業し、婦人漢方薬「中将湯」を発売して成功を収めた。また、東亜公司、第一製薬などを設立した。

### 人物
- 790年（延暦9年閏3月10日） - 藤原乙牟漏、桓武天皇の皇后（* 760年）
- 1192年 - コンラート1世、モンフェラート侯（* 1146年）
- 1489年 - ヘンリー・パーシー、イングランド貴族（* 1449年頃）
- 1574年（天正2年4月8日） - 佐野昌綱、武将（* 1529年）
- 1770年 - マリー・カマルゴ、バレエダンサー（* 1710年）
- 1772年 - ヨハン・フリードリヒ・ストルーエンセ、デンマーク王クリスチャン7世の侍医・事実上の摂政（* 1737年）
- 1774年（安永3年3月18日） - 建部綾足、俳人、国学者、画家（* 1719年）
- 1785年（天明5年3月20日） - 近衛内前、江戸時代の公卿（* 1728年）
- 1801年（享和元年3月16日） - 慈周、天台宗の僧、漢詩人（* 1734年）
- 1807年 - ヤコブ・フィリップ・ハッケルト、画家（* 1737年）
- 1813年 - ミハイル・イラリオーノヴィチ・クトゥーゾフ、軍人（* 1745年）
- 1853年 - ルートヴィヒ・ティーク、作家、詩人、編集者（* 1773年）
- 1858年 - ヨハネス・ペーター・ミュラー、生理学者、解剖学者、医師（* 1801年）
- 1896年 - ハインリヒ・フォン・トライチュケ、歴史家（* 1834年）
- 1902年 - ドミトリー・シピャーギン、ロシア帝国内相（* 1853年）
- 1903年 - 西郷頼母、幕末期会津藩の家老（* 1830年）
- 1903年 - ウィラード・ギブズ、数学者、物理学者（* 1839年）
- 1909年 - 由利公正、政治家（* 1829年）
- 1911年 - 河島醇、官僚、政治家、日本勧業銀行初代総裁、官選第10代滋賀県知事・第15代福岡県知事、元北海道庁長官（* 1847年）
- 1918年 - ガブリロ・プリンチプ、オーストリアのフランツ・フェルディナント大公の暗殺犯（* 1894年）
- 1926年 - 川村景明、東京衛戍総督、鴨緑江軍司令官（* 1850年）
- 1932年 - 浅越金次郎、数学者、教育者（* 1866年）
- 1934年 - エドワード・B・クラーク、英語教師、日本へのラグビー伝達者（* 1874年）
- 1935年 - アレグザンダー・マッケンジー、作曲家、指揮者、教師（* 1847年）
- 1936年 - フアード1世、エジプト王（* 1868年）
- 1938年 - ロバート・テイト・マッケンジー、医師、教員、彫刻家（* 1867年）
- 1941年 - 津村重舎、実業家、津村順天堂（現ツムラ、バスクリン）創業者（* 1871年）
- 1944年 - 中里介山、小説家（* 1885年）
- 1945年 - ベニート・ムッソリーニ、ファシズムの創始者、政治家（* 1883年）
- 1945年 - 近藤清、野球選手（* 1920年）
- 1946年 - ルイ・バシュリエ、数学者（* 1870年）
- 1953年 - 堀正旗、劇作家、演出家（* 1895年）
- 1954年 - レオン・ジュオー、労働運動家（* 1879年）
- 1954年 - 仲木貞一、劇作家、編集者（* 1886年）
- 1960年 - アントン・パンネクーク、天文学者（* 1873年）
- 1960年 - 岡崎栄松、仙台市長（* 1882年）
- 1961年 - トム・コナリー、メジャーリーグ審判（* 1870年）
- 1963年 - 根岸寛一、映画プロデューサー（* 1894年）
- 1964年 - ミルトン・マルガイ、シエラレオネ初代首相（* 1895年）
- 1966年 - 山中峯太郎、陸軍軍人、小説家、翻訳家（* 1885年）
- 1967年 - 佐藤義夫、出版人、2代目新潮社社長（* 1900年）
- 1968年 - 林博太郎、第13代南満洲鉄道総裁（* 1874年）
- 1971年 - 宮田重雄、画家、医師（* 1900年）
- 1973年 - ジャック・マリタン、哲学者（* 1882年）
- 1973年 - クラス・ツンベルグ、スピードスケート選手、1924年シャモニー五輪・1928年サンモリッツ五輪金メダリスト（* 1893年）
- 1976年 - オイゲン・ロート、詩人（* 1895年）
- 1976年 - リチャード・ヒューズ、作家（* 1900年）
- 1977年 - 賀屋興宣、政治家（* 1889年）
- 1977年 - ゼップ・ヘルベルガー、サッカー選手、指導者（* 1897年）
- 1978年 - 岡鹿之助、画家（* 1898年）
- 1981年 - スティーヴ・カーリー 、ミュージシャン（T・レックス）（* 1947年）
- 1982年 - 青木重臣、官僚、公選初代愛媛県知事（* 1900年）
- 1983年 - バルト・ボーク、天文学者（* 1906年）
- 1983年 - フリッツ・ルフジンガー、登山家、ローツェ初登頂者（* 1921年）
- 1987年 - 八切止夫、小説家（* 1914年）
- 1989年 - 辻佳紀、野球選手、野球解説者（* 1940年）
- 1992年 - フランシス・ベーコン、画家（* 1909年）
- 1992年 - 近藤宏、俳優（* 1925年）
- 1992年 - ブライアン・ポッカー、フィギュアスケート選手（* 1959年）
- 1993年 - 和田カツ、実業家、ヤオハン創業者（* 1906年）
- 1995年 - 吉田賢抗、漢文学者（* 1900年）
- 1997年 - 藤井貞夫、実業家、元松下電工社長（* 1920年）
- 1998年 - マリーナ・スクリアビン、音楽学者、作曲家（* 1911年）
- 1998年 - 浜田陽太郎、教育学者、第13代・14代立教大学総長（* 1925年）
- 1999年 - 奥田東、農学者、第17代京都大学総長（* 1905年）
- 1999年 - アルフ・ラムゼイ、サッカー選手、指導者（* 1920年）
- 1999年 - アーサー・ショーロー、物理学者、ノーベル物理学賞受賞者（* 1921年）
- 1999年 - ロデリック・ソープ、小説家（* 1936年）
- 2000年 - ペネロピ・フィッツジェラルド、作家、詩人（* 1916年）
- 2001年 - 沖田芳夫、陸上競技選手（* 1903年）
- 2001年 - 村山英治[11]、映画監督、元桜映画社社長（* 1921年）
- 2001年 - 蔦文也、元プロ野球選手、高校野球指導者（* 1923年）
- 2002年 - ゴードン・ウィリー、考古学者（* 1913年）
- 2002年 - ルー・テーズ、プロレスラー（* 1916年）
- 2002年 - アレクサンドル・レベジ、軍人、政治家（* 1950年）
- 2003年 - 長田裕二、政治家、第19代参議院議長（* 1917年）
- 2003年 - ユーハ・チアイネン、ハンマー投げ選手、1984年ロサンゼル五輪金メダリスト（* 1955年）
- 2006年 - ベン＝ツィオン・オルガド、作曲家（* 1926年）
- 2006年 - スティーヴ・ハウ、元プロ野球選手（* 1958年）
- 2007年 - カール・フリードリヒ・フォン・ヴァイツゼッカー、物理学者、哲学者（* 1912年）
- 2007年 - ダブス・グリア、俳優（* 1917年）
- 2007年 - 三井美代子、陸上競技選手（* 1919年）
- 2009年 - 粟津潔、グラフィックデザイナー（* 1929年）
- 2009年 - エカテリーナ・マクシーモワ、バレエダンサー（* 1939年）
- 2009年 - バディ・ローズ、プロレスラー（* 1952年）
- 2010年 - 金仲麟、政治家（* 1924年）
- 2011年 - 阿藤周平、八海事件元被告（* 1926年または1927年）
- 2011年 - エアハルト・ロレタン、登山家（* 1959年）
- 2012年 - パトリシア・メディナ、女優（* 1919年）
- 2012年 - 小池清、フリーアナウンサー（* 1931年）
- 2012年 - 菊池昌弘、病理学者、菊池病発見者（* 1934年）
- 2012年 - 簗正昭、俳優（* 1945年）
- 2013年 - ヤーノシュ・シュタルケル、チェリスト（* 1924年）
- 2013年 - 大脇照夫、元プロ野球選手（* 1930年）
- 2013年 - 香西秀信、修辞学者、教育学者（* 1958年）
- 2013年 - アニマル・レスリー、野球選手（* 1958年）
- 2014年 - 森本芳夫、実業家、元北陸電力社長（* 1915年）
- 2014年 - ジャック・ラムジー、バスケットボール指導者（* 1925年）
- 2014年 - 大浜方栄、政治家、医師（* 1927年）
- 2015年 - マーシャ・ブラウン、絵本作家（* 1918年）
- 2015年 - 佐橋薫、政治家、実業家、元愛知県小牧市長（* 1925年）
- 2015年 - 大崎剛彦、競泳選手（* 1939年）
- 2015年 - 阿修羅・原、プロレスラー（* 1947年）
- 2016年 - 岡崎ひでたか、児童文学作家（* 1929年）
- 2016年 - 古川研二、政治家、元滋賀県草津市長（* 1932年）
- 2016年 - 若宮啓文、ジャーナリスト、元朝日新聞主筆（* 1948年）
- 2017年 - 吉原政雄、実業家、元パレスホテル社長（* 1925年）
- 2017年 - 齋藤智恵子、実業家、元浅草ロック座社長（* 1926年）
- 2017年 - 板倉宏、刑法学者、日本大学名誉教授（* 1934年）
- 2017年 - 林敏彦、経済学者、大阪大学名誉教授（* 1943年）
- 2018年 - 7代目竹本住大夫、義太夫節太夫、人間国宝（* 1924年）
- 2018年 - アート・ポール（英語版）、グラフィックデザイナー、プレイボーイ誌創刊アートディレクター（* 1925年）
- 2018年 - 三浦哲郎、サッカー指導者（* 1956年）
- 2019年 - 木田千女、俳人（* 1924年）
- 2020年 - 金内喜久夫、俳優（* 1933年）
- 2020年 - ロバート・メイ、生物学者、元ロンドン王立協会会長（* 1936年）
- 2020年 - 野口貴史、俳優（* 1938年）
- 2021年 - マイケル・コリンズ、空軍軍人、宇宙飛行士（* 1930年）
- 2021年 - 横手文雄、政治家（* 1935年）
- 2021年 - 星野架名、漫画家（* 1963年）
- 2021年 - 響龍光稀[12]、大相撲力士（* 1993年）
- 2022年 - 小出孝之[13]、実業家、元桃屋社長（* 1926年）
- 2022年 - 坂本鉄男、イタリア文学者、コラムニスト（* 1930年）
- 2022年 - 田中弘史、俳優、演出家（* 1935年）
- 2022年 - ニール・アダムス、アメリカン・コミックス作家、脚本家（* 1941年）
- 2022年 - ヴィラ・ヒリチュ、ジャーナリスト（* 1967年）
- 2023年 - 大石悦子、俳人（* 1938年）
- 2024年 - ウィリアム・カリー、陸軍軍人（* 1943年）
- 2024年 - 星野富弘、詩人、画家（* 1946年）
- 2024年 - 山仲善彰、地方公務員、政治家、元滋賀県野洲市長（* 1950年）
- 2024年 - 渡邉藤男、競輪選手（* 1966年）
- 2025年 - プリシラ・ポインター、女優（* 1924年）
- 2025年 - 西澤脩、会計学者、物流学者、早稲田大学名誉教授（* 1930年）

### 人物以外（動物など）
- 1972年 - リボー、競走馬（* 1952年）

## 記念日・年中行事

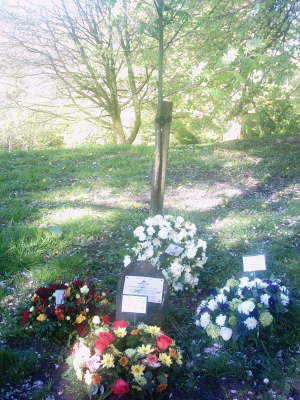
国際労災犠牲者追悼日。画像はイギリスの記念樹。

- 労働安全衛生世界デー・国際労災犠牲者追悼日（英語版）（ 世界）
1914年にカナダで「包括的労働者補償法」が成立した日を記念して、カナダ地方公務員組合が1984年に「労災犠牲者追悼の日」として制定したのに始まる。1991年にカナダ議会が国の追悼の日の一つと定め、次第に他の国でも行われるようになった。1996年に国際労働組合総連合 (ITUC) が国際的な記念日とし、2002年には国際労働機関 (ILO) が国連の国際デーの一つとした。2003年に「労働安全衛生世界デー」に名称を変更した。
- 英雄の日（英語版）（ バルバドス）
バルバドス初代首相グラントリー・ハーバート・アダムス（英語版）の生誕100周年となる1998年のこの日、国民英雄勲章法が制定されたことを記念する[14]。2021年に同国出身の歌手リアーナが受章して勲章の叙勲者は11人になった。
- サンフランシスコ講和記念日（ 日本）
1952年4月28日に日本国との平和条約（サンフランシスコ講和条約）が発効し、日本の主権が回復、国際社会に復帰したことにちなむ。条約が調印された9月8日は「サンフランシスコ平和条約調印記念日」となっている。
- 象の日（ 日本）
享保14年4月28日（西暦1729年5月25日）、ベトナム産の象（アジアゾウ）が中御門天皇に謁見（従四位広南白象）[15]。
- 立教開宗会（日蓮宗）
建長5年4月28日（1253年5月26日）に日蓮が、安房国（現在の千葉県南部）小湊浦の清澄山の旭ヶ森山頂で「南無妙法蓮華経」の題目を唱えたことを記念して、清澄寺をはじめとする日蓮宗各派で法要が営まれる[16]。

- 缶ジュース発売記念日（ 日本）
1954年に明治製菓が日本初の缶ジュース「明治天然オレンジジュース」を発売したことにちなむ[7]。